# Havelian
Havelian (en ourdou : حویلیاں) est une ville située dans la province de Khyber Pakhtunkhwa au Pakistan. Troisième plus grande ville du district d'Abbottabad, la ville se trouve à seulement quarante kilomètres au nord de la capitale fédérale Islamabad et à vingt kilomètres au sud de son chef-lieu, Abbottabad.
Située sur la route nationale no 35, la ville est également desservie par le train en direction de Taxila. 
La population de la ville a augmenté d'un tiers entre 1998 et 2017 selon les recensements officiels, passant de 19 609 habitants à 31 474, soit une croissance annuelle moyenne de 2,5 %, semblable à la moyenne nationale de 2,4 %.